# Französische Badmintonmeisterschaft 1954
Die Französische Badmintonmeisterschaft 1954 fand in Le Havre statt. Es war die fünfte Austragung der nationalen Titelkämpfe im Badminton in Frankreich.

## Titelträger
| Disziplin    | Sieger                         |
| ------------ | ------------------------------ |
| Herreneinzel | Henri Pellizza                 |
| Dameneinzel  | Noëlle Ailloud                 |
| Herrendoppel | Henri Pellizza Maurice Mathieu |
| Damendoppel  | Noëlle Ailloud Jeannie Mathieu |
| Mixed        | Henri Pellizza Noëlle Ailloud  |